# Desmopressine
La desmopressine  est un médicament de synthèse qui mime l'action de l'hormone antidiurétique (ou vasopressine arginine) sur ses récepteurs V2. La desmopressine peut être prise par voie nasale, intraveineuse, ou par une pilule développée depuis peu pour traiter le diabète insipide d'origine centrale.

## Chimie
La desmopressine (1-désamino-8-d-arginine vasopressine) est une forme modifiée de l'hormone humaine normale vasopressine arginine, un octapeptide (soit une chaîne de huit acides aminés).
En comparaison avec la vasopressine, le premier acide aminé de la desmopressine a été désaminé, et l'arginine en 8e position est une forme dextro plutôt que levo (voir stéréochimie).

## Mécanismes d'action
Libère le facteur de Willebrand et le facteur VIII stockés dans les cellules endothéliales. Augmentation parallèle du FVIII et du VWF, avec un pic entre 30 min et 2h.
Efficace chez la grande majorité des sujets atteint de maladie de Willebrand de type 1. Nécessité de faire une épreuve thérapeutique pour savoir si le patient est répondeur.

## Utilisations
La desmopressine est utilisée pour réduire la production d'urine dans le diabète insipide d'origine centrale. Elle est aussi utilisée chez les patients atteints de coagulopathies comme la maladie de von Willebrand de type I, l'hémophilie A et la thrombopénie.
Elle est aussi utilisée dans certains cas pour réduire la fréquence des épisodes de miction urinaire, notamment l'énurésie nocturne chez l'enfant.
La desmopressine est également efficace pour prévenir et empêcher une correction trop rapide d'une hyponatrémie ,.

## Effets secondaires
"Intoxication à l'eau" (rétention hydrique, avec hyponatrémie, à traiter par restriction hydrique), migraines, tachycardie, flush cutané

## Contre-Indications
- Maladie de Willebrand de type 3 et certains types 2
- Grossesse
- Âge : <2ans et sujet âgé
- Antécédents de convulsions
- Risque vasculaire : insuffisance cardiaque, HTA, AVC, coronaropathies.